# فرانك دالي
فرانك دالي (بالإنجليزية: Frank Dale)‏ هو محامي أمريكي، ولد في 26 نوفمبر 1849، وتوفي في 10 فبراير 1930.